# Prace
Prace är en ort i Tjeckien.   Den ligger i regionen Södra Mähren, i den sydöstra delen av landet, 200 km sydost om huvudstaden Prag. Prace ligger 247 meter över havet och antalet invånare är 862.
Terrängen runt Prace är huvudsakligen platt, men norrut är den kuperad. Runt Prace är det ganska tätbefolkat, med 90 invånare per kvadratkilometer. Närmaste större samhälle är Brno, 12,9 km nordväst om Prace. Trakten runt Prace består till största delen av jordbruksmark.